# 伊万·索松诺夫
伊万·安德烈耶维奇·索松诺夫（俄语：Иван Андреевич Созонов，1989年7月6日—）是俄羅斯男子羽毛球運動員。

## 簡歷
2008年11月，伊万·索松诺夫与弗拉基米尔·伊万诺夫出战俄羅斯羽毛球大獎賽，在男双决赛以0比2（11-21、15-21）不敌赛会头号种子、队友的维塔利·杜尔金/亚历山大·尼科拉恩科，赢得亚军。
2009年3月，伊万·索松诺夫与弗拉基米尔·伊万诺夫出战波蘭羽毛球國際賽，在男双準决赛以0比2（12-21、18-21）不敌丹麦的Kasper Faust Henriksen/克里斯蒂安·约翰·斯科夫高。同年9月，他与弗拉基米尔·伊万诺夫出战俄羅斯羽毛球大獎賽，在男双决赛以2比0（21-19、21-19）击败了赛会头号种子、队友的维塔利·杜尔金/亚历山大·尼科拉恩科，夺得其首个国际大獎賽双打冠军。同年12月，他与弗拉基米尔·伊万诺夫出战愛爾蘭羽毛球國際賽，在男双準决赛以0比2（6-21、16-21）不敌赛会5号种子、英格兰强档的马库斯·埃利斯/彼得·米尔斯。
2010年3月，伊万·索松诺夫与弗拉基米尔·伊万诺夫出战波蘭羽毛球國際賽，在男双决赛以2比1（21-17、14-21、21-14）击败了赛会头号种子、中国香港的魏仁君/王偉康，夺得其首个國際挑戰賽双打冠军。同年6月，他与弗拉基米尔·伊万诺夫出战俄羅斯羽毛球大獎賽，在男双决赛以2比1（21-17、10-21、21-18）击败了赛会头号种子、队友的维塔利·杜尔金/亚历山大·尼科拉恩科，成功地卫冕本土赛事双打冠军。同年7月，他出战白夜羽毛球賽，在男单决赛以2比0（22-20、21-14）击败了赛会头号种子、波兰的普热梅斯瓦夫·瓦查，夺得其首个國際挑戰賽单打冠军。同年9月，他出战哈爾科夫羽毛球國際賽，在男单决赛以2比0（21-14、22-20）击败了赛会头号种子、波兰的普热梅斯瓦夫·瓦查，赢得第二个國際挑戰賽单打冠军；此外，还与搭档的弗拉基米尔·伊万诺夫的男双决赛以0比2（26-28、15-21）不敌赛会3号种子、波兰的亚当·克瓦林纳/麦克·罗高斯，赢得亚军。同年12月，他与弗拉基米尔·伊万诺夫出战意大利羽毛球國際賽，在男双决赛以0比2（14-21、19-21）不敌英格兰的安东尼·克拉克/克里斯·兰格瑞奇，赢得亚军。同期12月，他与弗拉基米尔·伊万诺夫出战土耳其羽毛球國際賽，在男双决赛以2比0（21-12、21-18）击败了赛会头号种子、波兰的亚当·克瓦林纳/麦克·罗高斯，赢得国际赛冠军。
2011年3月，伊万·索松诺夫与弗拉基米尔·伊万诺夫出战波蘭羽毛球國際賽，在男双决赛以2比0（23-21、21-17）击败了赛会2号种子、波兰的亚当·克瓦林纳/麦克·罗高斯，赢得国际赛冠军。同年6月，他与弗拉基米尔·伊万诺夫出战俄羅斯羽毛球大獎賽，在男双準决赛以0比2（25-27、17-21）不敌赛会头号种子、日本强档的川前直樹/佐藤翔治。同年9月，他与弗拉基米尔·伊万诺夫出战哈爾科夫羽毛球國際賽，在男双决赛以1比2（19-21、21-19、21-16）击败了赛会头号种子、波兰的亚当·克瓦林纳/麦克·罗高斯，赢得国际赛冠军。同期9月，他与弗拉基米尔·伊万诺夫出战巴西羽毛球國際賽，在男双决赛以2比1（16-21、21-14、24-22）击败了赛会头号种子、波兰的亚当·克瓦林纳/麦克·罗高斯，赢得国际赛冠军。同年11月，他与弗拉基米尔·伊万诺夫出战蘇格蘭羽毛球國際賽，在男双决赛以2比0（21-19、21-19）击败了赛会6号种子、英格兰强档的马库斯·埃利斯/彼得·米尔斯，赢得国际赛冠军。同年12月，他与弗拉基米尔·伊万诺夫出战意大利羽毛球國際賽，在男双决赛以2比0（21-16、21-15）击败了赛会4号种子、队友的维塔利·杜尔金/亚历山大·尼科拉恩科，赢得国际赛冠军。同期12月，他与弗拉基米尔·伊万诺夫出战土耳其羽毛球國際賽，在男双準决赛以1比2（15-21、21-19、17-21）不敌赛会4号种子、韩国强档的金基正/金沙朗。
2012年1月，伊万·索松诺夫与弗拉基米尔·伊万诺夫出战瑞典斯德哥爾摩羽毛球國際賽，在男双决赛以2比0（21-16、21-9）击败了荷兰的约瑞特·德鲁伊特/戴夫·胡达巴克什，赢得国际赛冠军。同年3月，他与弗拉基米尔·伊万诺夫出战波蘭羽毛球國際賽，在男双决赛以2比0（21-11、21-13）击败了赛会头号种子、波兰的亚当·克瓦林纳/麦克·罗高斯，赢得国际赛冠军。同期3月，他与弗拉基米尔·伊万诺夫出战芬蘭羽毛球公開賽，在男双决赛以2比0（21-10、21-16）击败了队友的尼古拉·尼科拉恩科/尼古拉·乌卡卡，赢得国际赛冠军。同年6月，他与弗拉基米尔·伊万诺夫出战俄羅斯羽毛球大獎賽，在男双决赛以2比0（21-18、21-15）击败了赛会2号种子、队友的维塔利·杜尔金/亚历山大·尼科拉恩科，时隔1年后再次赢得本土赛事双打冠军。同年11月，他与弗拉基米尔·伊万诺夫出战澳門羽毛球黃金大獎賽，在男双决赛以2比1（17-21、21-10、21-19）击败了赛会5号种子、印尼强档的阿尔文特·尤利安托/马尔基斯·基多，赢得亚军。	
2013年2月，伊万·索松诺夫代表俄罗斯参加俄羅斯莫斯科举办的歐洲羽毛球混合團體錦標賽，助球队赢得混合團體季军。同年6月，他与弗拉基米尔·伊万诺夫出战泰國羽毛球黃金大獎賽，在男双决赛以1比2（21-18、15-21、14-21）不敌赛会5号种子、韩国强档的申白喆/柳延星，赢得亚军。同期6月，他与弗拉基米尔·伊万诺夫出战印尼羽毛球首要超級賽，在男双準决赛以1比2（10-21、22-20、14-21）不敌印尼强档的穆罕默德·阿赫桑/亨德拉·塞蒂亚万。同年7月，他代表俄羅斯参加俄羅斯喀山舉行的世界大學生運動會羽毛球比賽，贏得男子雙打銀牌。同年8月，他參加中國廣州舉行的世界羽毛球錦標賽，與弗拉基米尔·伊万诺夫以4號種子身分出戰男子雙打項目，故在首圈輪空，但在第二圈就以0比2（21-14、15-21、16-21）不敵馬來西亞的查基利阿都拉迪夫/法鲁兹祖安出局。同年9月，他分别与弗拉基米尔·伊万诺夫以及塔吉娜·比比克出战俄羅斯羽毛球大獎賽，在男双决赛以2比0（21-16、21-19）击败了队友的安德烈·阿什马林/维塔利·杜尔金，成功地卫冕；而混双决赛以2比0（21-17、24-22）击败了赛会头号种子、队友的维塔利·杜尔金/尼娜·维斯洛娃，捍卫了本土赛事两项双打冠军。
2014年4月，伊万·索松诺夫代表俄罗斯参加本国举办的歐洲羽毛球錦標賽，在男双决赛以2比0（21-13、21-16）击败了赛会4号种子、丹麦强档的马德斯·康拉德-彼德森/马德斯·皮勒尔·科尔丁，首次赢得欧锦赛男双冠军并且成为了首个俄罗斯组合赢得该项目的选手。同年7月，他与奥尔佳·莫罗佐娃出战俄羅斯羽毛球大獎賽，在混双决赛以0比2（12-21、10-21）不敌日本强档的垰畑亮太/新玉美鄉，未能卫冕，赢得亚军。同年10月，他与弗拉基米尔·伊万诺夫出战碧特博格羽毛球黃金大獎賽，在男双準决赛以1比2（19-21、25-23、11-21）不敌赛会6号种子、中国的王懿律/张稳。同年12月，他与弗拉基米尔·伊万诺夫出战哥本哈根羽毛球大師賽，在男双準决赛以0比2（18-21、15-21）不敌丹麦强档的玛蒂亚斯·鲍伊/卡斯腾·摩根森。
2015年1月，伊万·索松诺夫与弗拉基米尔·伊万诺夫出战印度羽毛球黃金大獎賽，在男双决赛以0比2（9-21、20-22）不敌赛会头号种子、丹麦强档的玛蒂亚斯·鲍伊/卡斯腾·摩根森，赢得亚军。同年2月，他与弗拉基米尔·伊万诺夫出战德國羽毛球黃金大獎賽，在男双决赛以0比2（20-22、19-21）不敌赛会4号种子、丹麦强档的马德斯·康拉德-彼德森/马德斯·皮勒尔·科尔丁，赢得亚军。同年3月，他与弗拉基米尔·伊万诺夫出战印度羽毛球超級賽，在男双準决赛以1比2（21-17、18-21、12-21）不敌赛会3号种子、中国的柴飚/洪炜。同年6月，他代表俄罗斯参加亞塞拜然巴庫举办的歐洲運動會羽毛球比賽，在男双决赛以0比2（8-21、13-21）不敌赛会头号种子、丹麦强档的玛蒂亚斯·鲍伊/卡斯腾·摩根森，赢得首届欧运会男子双打银牌。同年7月，他与弗拉基米尔·伊万诺夫出战俄羅斯羽毛球大獎賽，在男双决赛以2比0（22-20、21-19）击败了赛会2号种子、马来西亚强档的吴伟申/陳煒𣚦，赢得大獎賽冠军。同年8月，他參加印尼雅加達舉行的世界羽毛球錦標賽，與弗拉基米尔·伊万诺夫合作以11號種子身分出戰男子雙打項目，故在首圈輪空，但在第二圈就以1比2（22-20、19-21、16-21）不敵印尼的W·N·A·邦卡亚尼拉/阿迪·尤苏夫出局。同年10月，他与弗拉基米尔·伊万诺夫出战碧特博格羽毛球黃金大獎賽，在男双决赛以0比2（18-21、18-21）不敌赛会头号种子、丹麦强档的马德斯·康拉德-彼德森/马德斯·皮勒尔·科尔丁，赢得亚军。同年11月，他与弗拉基米尔·伊万诺夫出战澳門羽毛球黃金大獎賽，在男双準决赛以1比2（21-19、19-21、20-22）不敌赛会2号种子、韩国强档的高成炫/申白喆。同年12月，他与弗拉基米尔·伊万诺夫出战美國羽毛球大獎賽，在男双决赛以0比2（14-21、17-21）不敌赛会2号种子、马来西亚强档的吳蔚昇/陳蔚強，赢得亚军。
2016年3月，伊万·索松诺夫与弗拉基米尔·伊万诺夫出战德國羽毛球黃金大獎賽，在男双準决赛以1比2（18-21、21-18、21-23）不敌赛会6号种子、韩国强档的高成炫/申白喆。同期3月，他与弗拉基米尔·伊万诺夫出战全英羽毛球首要超級賽，在男双决赛以2比1（21-23、21-18、21-16）击败了赛会6号种子、日本强档的遠藤大由/早川賢一，赢得羽球生涯首座首要超級賽双打冠军。，亦是首个俄罗斯组合赢得该项目得主。同年4月，他代表俄罗斯参加法国永河畔拉罗什举办的歐洲羽毛球錦標賽，与搭档弗拉基米尔·伊万诺夫的男双準决赛途中退赛，赢得欧锦赛季军。同年10月，他与弗拉基米尔·伊万诺夫出战俄羅斯羽毛球大獎賽，在男双决赛以2比0（21-15、21-14）击败了赛会2号种子、队友的康斯坦丁·阿布拉莫夫/亚历山大·鲍里索维奇·津琴科，赢得冠军。

## 主要比賽成績
只列出曾進入準決賽的國際賽事成績：
| 年份   | 賽事                       | 公開賽級別 | 項目     | 拍檔                | 成績   |
| ------ | -------------------------- | ---------- | -------- | ------------------- | ------ |
| 2008年 | 俄羅斯羽毛球大獎賽         | 大獎賽     | 男子雙打 | 弗拉基米尔·伊万诺夫 | 亞軍   |
| 2009年 | 波蘭羽毛球國際賽           | 國際挑戰賽 | 男子雙打 | 弗拉基米尔·伊万诺夫 | 準決賽 |
| 2009年 | 白夜羽毛球賽               | 國際挑戰賽 | 男子雙打 | 弗拉基米尔·伊万诺夫 | 亞軍   |
| 2009年 | 俄羅斯羽毛球大獎賽         | 大獎賽     | 男子雙打 | 弗拉基米尔·伊万诺夫 | 冠軍   |
| 2009年 | 保加利亞羽毛球國際賽       | 國際挑戰賽 | 男子雙打 | 弗拉基米尔·伊万诺夫 | 亞軍   |
| 2009年 | 匈牙利羽毛球國際賽         | 國際系列賽 | 男子雙打 | 弗拉基米尔·伊万诺夫 | 亞軍   |
| 2009年 | 愛爾蘭羽毛球國際賽         | 國際挑戰賽 | 男子雙打 | 弗拉基米尔·伊万诺夫 | 準決賽 |
| 2010年 | 波蘭羽毛球國際賽           | 國際挑戰賽 | 男子雙打 | 弗拉基米尔·伊万诺夫 | 冠軍   |
| 2010年 | 俄羅斯羽毛球大獎賽         | 大獎賽     | 男子雙打 | 弗拉基米尔·伊万诺夫 | 冠軍   |
| 2010年 | 白夜羽毛球賽               | 國際挑戰賽 | 男子單打 | －                  | 冠軍   |
| 2010年 | 哈爾科夫羽毛球國際賽       | 國際挑戰賽 | 男子單打 | －                  | 冠軍   |
| 2010年 | 哈爾科夫羽毛球國際賽       | 國際挑戰賽 | 男子雙打 | 弗拉基米尔·伊万诺夫 | 亞軍   |
| 2010年 | 意大利羽毛球國際賽         | 國際挑戰賽 | 男子雙打 | 弗拉基米尔·伊万诺夫 | 亞軍   |
| 2010年 | 土耳其羽毛球國際賽         | 國際系列賽 | 男子雙打 | 弗拉基米尔·伊万诺夫 | 冠軍   |
| 2011年 | 波蘭羽毛球國際賽           | 國際挑戰賽 | 男子雙打 | 弗拉基米尔·伊万诺夫 | 冠軍   |
| 2011年 | 俄羅斯羽毛球大獎賽         | 大獎賽     | 男子雙打 | 弗拉基米尔·伊万诺夫 | 準決賽 |
| 2011年 | 哈爾科夫羽毛球國際賽       | 國際挑戰賽 | 男子雙打 | 弗拉基米尔·伊万诺夫 | 冠軍   |
| 2011年 | 巴西羽毛球國際賽           | 國際挑戰賽 | 男子雙打 | 弗拉基米尔·伊万诺夫 | 冠軍   |
| 2011年 | 蘇格蘭羽毛球國際賽         | 國際挑戰賽 | 男子雙打 | 弗拉基米尔·伊万诺夫 | 冠軍   |
| 2011年 | 意大利羽毛球國際賽         | 國際挑戰賽 | 男子雙打 | 弗拉基米尔·伊万诺夫 | 冠軍   |
| 2011年 | 土耳其羽毛球國際賽         | 國際系列賽 | 男子雙打 | 弗拉基米尔·伊万诺夫 | 準決賽 |
| 2012年 | 瑞典斯德哥爾摩羽毛球國際賽 | 國際挑戰賽 | 男子雙打 | 弗拉基米尔·伊万诺夫 | 冠軍   |
| 2012年 | 波蘭羽毛球國際賽           | 國際挑戰賽 | 男子雙打 | 弗拉基米尔·伊万诺夫 | 冠軍   |
| 2012年 | 芬蘭羽毛球公開賽           | 國際挑戰賽 | 男子雙打 | 弗拉基米尔·伊万诺夫 | 冠軍   |
| 2012年 | 俄羅斯羽毛球大獎賽         | 大獎賽     | 男子雙打 | 弗拉基米尔·伊万诺夫 | 冠軍   |
| 2012年 | 澳門羽毛球黃金大獎賽       | 黃金大獎賽 | 男子雙打 | 弗拉基米尔·伊万诺夫 | 亞軍   |
| 2013年 | 歐洲羽毛球混合團體錦標賽   | 其他       | 混合團體 | －                  | 準決賽 |
| 2013年 | 泰國羽毛球黃金大獎賽       | 黃金大獎賽 | 男子雙打 | 弗拉基米尔·伊万诺夫 | 亞軍   |
| 2013年 | 印尼羽毛球首要超級賽       | 首要超級賽 | 男子雙打 | 弗拉基米尔·伊万诺夫 | 準決賽 |
| 2013年 | 世界大學運動會羽毛球比賽   | 其他       | 男子雙打 | 弗拉基米爾·伊萬諾夫 | 铜牌   |
| 2013年 | 俄羅斯羽毛球大獎賽         | 大獎賽     | 男子雙打 | 弗拉基米尔·伊万诺夫 | 冠軍   |
| 2013年 | 俄羅斯羽毛球大獎賽         | 大獎賽     | 混合雙打 | 塔吉娜·比比克       | 冠軍   |
| 2014年 | 歐洲羽毛球錦標賽           | 其他       | 男子雙打 | 弗拉基米尔·伊万诺夫 | 冠軍   |
| 2014年 | 俄羅斯羽毛球大獎賽         | 大獎賽     | 混合雙打 | 奥尔佳·莫罗佐娃     | 亞軍   |
| 2014年 | 碧特博格羽毛球黃金大獎賽   | 黃金大獎賽 | 男子雙打 | 弗拉基米尔·伊万诺夫 | 準決賽 |
| 2014年 | 哥本哈根羽毛球大師賽       | 其他       | 男子雙打 | 弗拉基米尔·伊万诺夫 | 準決賽 |
| 2015年 | 印度羽毛球黃金大獎賽       | 黃金大獎賽 | 男子雙打 | 弗拉基米尔·伊万诺夫 | 亞軍   |
| 2015年 | 德國羽毛球黃金大獎賽       | 黃金大獎賽 | 男子雙打 | 弗拉基米尔·伊万诺夫 | 亞軍   |
| 2015年 | 印度羽毛球超級賽           | 超級賽     | 男子雙打 | 弗拉基米尔·伊万诺夫 | 準決賽 |
| 2015年 | 歐洲運動會羽毛球比賽       | 其他       | 男子雙打 | 弗拉基米尔·伊万诺夫 | 銀牌   |
| 2015年 | 俄羅斯羽毛球大獎賽         | 大獎賽     | 男子雙打 | 弗拉基米尔·伊万诺夫 | 冠軍   |
| 2015年 | 碧特博格羽毛球黃金大獎賽   | 黃金大獎賽 | 男子雙打 | 弗拉基米尔·伊万诺夫 | 亞軍   |
| 2015年 | 澳門羽毛球黃金大獎賽       | 黃金大獎賽 | 男子雙打 | 弗拉基米尔·伊万诺夫 | 準決賽 |
| 2015年 | 美國羽毛球大獎賽           | 大獎賽     | 男子雙打 | 弗拉基米尔·伊万诺夫 | 亞軍   |
| 2016年 | 德國羽毛球黃金大獎賽       | 黃金大獎賽 | 男子雙打 | 弗拉基米尔·伊万诺夫 | 準決賽 |
| 2016年 | 全英羽毛球首要超級賽       | 首要超級賽 | 男子雙打 | 弗拉基米尔·伊万诺夫 | 冠軍   |
| 2016年 | 歐洲羽毛球錦標賽           | 其他       | 男子雙打 | 弗拉基米尔·伊万诺夫 | 季軍   |
| 2016年 | 世界大學生羽毛球錦標賽     | 其他       | 混合團體 | －                  | 季軍   |
| 2016年 | 俄羅斯羽毛球大獎賽         | 大獎賽     | 男子雙打 | 弗拉基米尔·伊万诺夫 | 冠軍   |
| 2017年 | 歐洲羽毛球混合團體錦標賽   | 其他       | 混合團體 | －                  | 亞軍   |
| 2017年 | 德國羽毛球黃金大獎賽       | 黃金大獎賽 | 男子雙打 | 弗拉基米尔·伊万诺夫 | 準決賽 |
| 2017年 | 俄羅斯羽毛球大獎賽         | 大獎賽     | 男子雙打 | 弗拉基米尔·伊万诺夫 | 冠軍   |
| 2017年 | 日本羽毛球超級賽           | 超級賽     | 男子雙打 | 弗拉基米尔·伊万诺夫 | 準決賽 |
| 2018年 | 歐洲羽毛球錦標賽           | 其他       | 男子雙打 | 弗拉基米尔·伊万诺夫 | 季軍   |
| 2018年 | 俄羅斯羽毛球公開賽         | 超級100賽  | 男子雙打 | 弗拉基米尔·伊万诺夫 | 準決賽 |
| 2018年 | 西德·莫迪羽毛球國際賽      | 超級300賽  | 男子雙打 | 弗拉基米尔·伊万诺夫 | 準決賽 |
| 2019年 | 歐洲羽毛球混合團體錦標賽   | 其他       | 混合團體 | －                  | 季軍   |
| 2019年 | 歐洲運動會羽毛球比賽       | 其他       | 男子雙打 | 弗拉基米尔·伊万诺夫 | 銅牌   |
| 2019年 | 俄羅斯羽毛球公開賽         | 超級100賽  | 男子雙打 | 弗拉基米尔·伊万诺夫 | 準決賽 |
| 2019年 | 荷兰羽毛球公开赛           | 超級100賽  | 男子雙打 | 弗拉基米尔·伊万诺夫 | 冠军   |
| 2019年 | 杜拜羽毛球國際挑戰賽       | 國際挑戰賽 | 男子雙打 | 弗拉基米尔·伊万诺夫 | 準決賽 |
| 2020年 | 歐洲羽毛球男女子團體錦標賽 | 其他       | 男子團體 | －                  | 季軍   |
| 2020年 | 全英羽毛球公開賽           | 超級1000賽 | 男子雙打 | 弗拉基米尔·伊万诺夫 | 準決賽 |
| 2020年 | 丹麥羽毛球公開賽           | 超級750賽  | 男子雙打 | 弗拉基米爾·伊萬諾夫 | 亞軍   |
| 2021年 | 歐洲羽毛球混合團體錦標賽   | 其他       | 混合團體 | －                  | 季軍   |
| 2021年 | 歐洲羽毛球錦標賽           | 其他       | 男子雙打 | 弗拉基米爾·伊萬諾夫 | 冠軍   |

| 2007-2017年 | 首要超級賽 | 超級賽 | 黃金大獎賽 | 大獎賽 | 國際挑戰賽 | 國際系列賽 | 未來系列賽 | 其他 |

| 2018-2026年 | 總決賽 | 超級1000賽 | 超級750賽 | 超級500賽 | 超級300賽 | 超級100賽 | 國際挑戰賽 | 國際系列賽 | 未來系列賽 | 其他 |

### 奧運會和世錦賽參賽紀錄
|          | 搭檔                    | 2009 | 2010 | 2011 | 2012       | 2013 | 2014 | 2015 | 2016 | 2017 | 2018 | 2019 | 2020       | 2021 |
| -------- | ----------------------- | ---- | ---- | ---- | ---------- | ---- | ---- | ---- | ---- | ---- | ---- | ---- | ---------- | ---- |
| 男子單打 | －                      | 64強 | －   | －   | －         | －   | －   | －   | －   | －   | －   | －   | －         | －   |
|          |                         |      |      |      |            |      |      |      |      |      |      |      |            |      |
| 男子雙打 | 弗拉基米尔·伊万诺夫     | 48強 | 48強 | 32強 | 小組第三名 | 32強 | 48強 | 32強 | 8強  | 16強 | 16強 | 32強 | 小組第三名 | 16強 |
|          |                         |      |      |      |            |      |      |      |      |      |      |      |            |      |
| 混合雙打 | 安娜斯塔西亚·普洛科朋科 | 32強 | －   | －   | －         | －   | －   | －   | －   | －   | －   | －   | －         | －   |